# Кольонія-Ловічек
Кольонія-Ловічек (пол. Kolonia Łowiczek) — село в Польщі, у гміні Бондково Александровського повіту Куявсько-Поморського воєводства.
Населення — 256 осіб (2011).
У 1975-1998 роках село належало до Влоцлавського воєводства.

## Демографія
Демографічна структура станом на 31 березня 2011 року:
|          | Загалом | Допрацездатний вік | Працездатний вік | Постпрацездатний вік |
| -------- | ------- | ------------------ | ---------------- | -------------------- |
| Чоловіки | 124     | 15                 | 92               | 17                   |
| Жінки    | 132     | 30                 | 67               | 35                   |
| Разом    | 256     | 45                 | 159              | 52                   |